# Cable de categoria 6

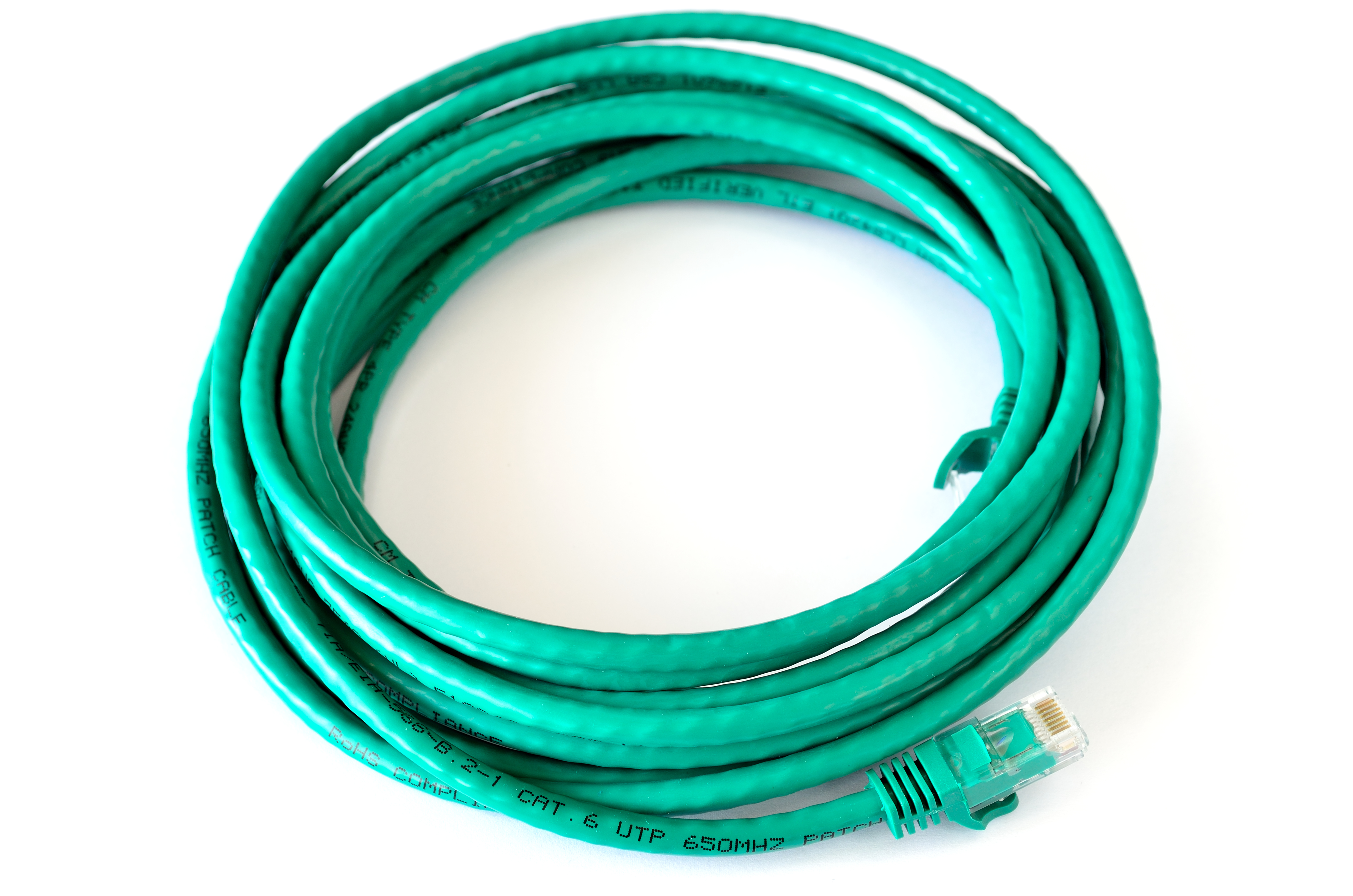
Fig.1 Exemple de cable de categoria 6

Cable de categoria 6, (també cable Cat 6) és un cable de parell trenat per a transportar senyals elèctrics. Aquest tipus de cable s'empra en cablejats estructurats per a xarxes d'ordinadors com per exemple Ethernet. El cable Cat 6 proporcina prestacions de transport de senyals elèctrics fins a 250 MHz i és adequat per a 10BASE-T, 100BASE-TX (Fast Ethernet), 1000BASE-T (Gigabit Ethernet), 2.5GBASE-T i 10GBASE-T. El cable Cat 6 també s'empra per a transportar senyals de telefonia i vídeo. Comaparat amb Cat 5 i Cat 5e, Cat 6 es caracteritza per tenir menys diafonia (crosstalk) i soroll.

## Normativa de cable
L'especificació del cable categoria 6 va ser definida a l'estàndard ANSI/TIA/EIA-568-A i TSB-95. Aquests documents especifiquen les prestacions i requeriments per a freqüències fins a 250 MHz. Es defineixen els tipus de cable, tipus de connector i topologies de cablejat. Gairebé sempre s'utilitzen connectors modulars 8P8C (també coneguts per connectors RJ45).
La categoria del cable cal que vagi marcada a l'exterior del cable.
La categoria 6A arriba fins a 500 MHz
Longitud del cable : en aplicacions 10BASE-T, 100BASE-TX (Fast Ethernet), 1000BASE-T (Gigabit Ethernet) fins a 100m. Per 10GMASE-T no hauria d'excedir a 55m.
Taula de colors segons T568A:
| Pin | Parell | Cable | Color                 |
| --- | ------ | ----- | --------------------- |
| 1   | 3      | 1     | blanc/verd ratllat    |
| 2   | 3      | 2     | verd                  |
| 3   | 2      | 1     | blanc/taronja ratllat |
| 4   | 1      | 2     | blau                  |
| 5   | 1      | 1     | blanc/blau ratllat    |
| 6   | 2      | 2     | taronja               |
| 7   | 4      | 1     | blanc/marró ratllat   |
| 8   | 4      | 2     | marró                 |

Taula de colors segons T568B:
| Pin | Parell | Cable | Color                 |
| --- | ------ | ----- | --------------------- |
| 1   | 2      | 1     | blanc/taronja ratllat |
| 2   | 2      | 2     | taronja               |
| 3   | 3      | 1     | blanc/verd ratllat    |
| 4   | 1      | 2     | blau                  |
| 5   | 1      | 1     | blanc/blau ratllat    |
| 6   | 3      | 2     | verd                  |
| 7   | 4      | 1     | blanc/marró ratllat   |
| 8   | 4      | 2     | marró                 |

## Característiques
Comparativa entre les diferents categories:
| Taula comparativa de Categories 5, 5e, 6 i 7 |                                     |               |               |               |         |                         |
|                                              |                                     | CAT5          | CAT5e         | CAT6          | CAT6a   | CAT7 (Proposat)         |
| Freqüència                                   | Freqüència                          | 100 MHz       | 100 MHz       | 250 MHz       | 500 MHz | 600 MHz                 |
| Attenuació (min. a 100 MHz)                  | Attenuació (min. a 100 MHz)         | 22 dB         | 22 dB         | 19.8 dB       | --      | 20.8 dB                 |
| Impedància característica                    | Impedància característica           | 100 ohms ±15% | 100 ohms ±15% | 100 ohms ±15% | --      | 100 ohms ±15%           |
| NEXT (min. a 100 MHz)                        | NEXT (min. a 100 MHz)               | 32.3 dB       | 35.3 dB       | 44.3 dB       | 27.9 dB | 62.1 dB                 |
| PS-NEXT (min. a 100 MHz)                     | PS-NEXT (min. a 100 MHz)            | NA            | 32.3 dB       | 42.3 dB       | --      | 59.1 dB                 |
| EL-FEXT (min. a 100 MHz)                     | EL-FEXT (min. a 100 MHz)            | NA            | 23.8 dB       | 27.8 dB       | 9.3 dB  | (encara no especificat) |
| PS-ELFEXT (min. a 100 MHz)                   | PS-ELFEXT (min. a 100 MHz)          | NA            | 20.8 dB       | 24.8 dB       | --      | (encara no especificat) |
| PS-ANEXT (min. a 500 MHz)                    | PS-ANEXT (min. a 500 MHz)           | --            | --            | --            | 49.5 dB | --                      |
| PS-AELFEXT (min. a 500 MHz)                  | PS-AELFEXT (min. a 500 MHz)         | 16 dB         | 20.1 dB       | 20.1 dB       | 23.0 dB | 14.1 dB                 |
| Pèrdues de retorn (min. a 100 MHz)           | Pèrdues de retorn (min. a 100 MHz)  | 16 dB         | 20.1 dB       | 20.1 dB       | 8.0 dB  | 14.1 dB                 |
| Desviació de retard (max. per 100m)          | Desviació de retard (max. per 100m) | NA            | 45 ns         | 45 ns         | --      | 20 ns                   |
| Xarxes suportades                            | Xarxes suportades                   | 100BASE-T     | 1000BASE-T    | 1000BASE-TX   | 10GBASE | (encara no especificat) |